# Ляшківка (Дніпровський район)
Ля́шківка — село в Україні, адміністративний центр Ляшківської сільської громади Дніпровського району Дніпропетровської області. Населення за даними 2022 року складало 990 осіб.

## Географія
Село Ляшківка розташоване за 1 км від села Назаренки та за 1,5 км від села Селянівка. Через село пролягає автошлях Н31 та Т 0441.

## Історія
Село засноване на початку XVIII століття під первинною назвою Назарівка, на честь козака Івана Назара. Згодом село було перейменоване  на Ляшківку, на честь перших переселенців Лашків.
У 1859 році за переписом проживало 72 особи. Більша частина землі належала поміщику Кирилову — 200 гектарів. У 1897 році розпочалося будівництво церкви, яка займала 150 гектарів землі.
У 1892 році побудована перша земська школа, яка поклала початок освіти в селі.
У 1912 році почала діяти церковно-приходська школа, побудована за кошти жителів села.
У грудні 1917 році селяни Ляшківської волості самовільно захопили церковні землі.

## Населення

### Мова
Розподіл населення за рідною мовою за даними перепису 2001 року:
| Мова       | Кількість | Відсоток |
| ---------- | --------- | -------- |
| українська | 971       | 98,08 %  |
| російська  | 12        | 1,21 %   |
| білоруська | 3         | 0,31 %   |
| вірменська | 2         | 0,2 %    |
| угорська   | 2         | 0.20%    |
| Всього:    | 990       | 100 %    |

## Економіка
- ПП «Агропром 2000».

## Об'єкти соціальної сфери
- Школа.
- Дитячий садочок.
- Будинок культури.
- Фельдшерсько-акушерський пункт.

## Вулиці
- вулиця Богдана Хмельницького
- вулиця Гоголя
- вулиця Горького
- вулиця Кутузова
- вулиця Козацька
- вулиця Затишна
- вулиця Лермонтова
- вулиця Лесі Українки
- вулиця Ломоносова
- вулиця Маяковського
- вулиця Молодіжна
- вулиця Невського
- вулиця Пушкіна
- вулиця Світанкова
- вулиця Січеславська
- вулиця Соборна
- вулиця Суворова
- вулиця Центральна
- вулиця Шевченка

## Пам'ятки
За 1 км південно-західніше села розташована ботанічна пам'ятка природи місцевого значення Сад.

## Видатна особа
Уродженець села:
- Коваль Олексій Григорович — український радянський діяч.